# Lista do Patrimônio Mundial no Laos
A Organização das Nações Unidas para a Educação, a Ciência e a Cultura (UNESCO) propôs um plano de proteção aos bens culturais do mundo, através do Comité sobre a Proteção do Património Mundial Cultural e Natural, aprovado em 1972. Esta é uma lista do Patrimônio Mundial existente em , especificamente classificada pela UNESCO e elaborada de acordo com dez principais critérios cujos pontos são julgados por especialistas na área. O Laos, país do Sudeste asiático cujo antigo território abrigou o florescer da cultura Lan Xang no século XIV, ratificou a convenção em 20 de março de 1987, tornando seus locais históricos elegíveis para inclusão na lista.
O sítio Cidade de Luang Prabang foi o primeiro local do Laos inscrito na Lista do Patrimônio Mundial da UNESCO por ocasião da 19ª Sessão do Comité do Patrimônio Mundial, realizada em Berlim (Alemanha) em 1995. Desde a mais recente inclusão na lista, o Laos totaliza três sítios inscritos como Patrimônio Mundial, sendo todos eles localizados no território do país e de classificação cultural. 

## Bens culturais e naturais
O Laos conta atualmente com os seguintes lugares declarados como Patrimônio da Humanidade pela UNESCO:
| | Cidade de Luang Prabang |
| Bem cultural inscrito em 1995. |                         |
| Localização: Luang Prabang |                         |
| Esta cidade é um exemplo excepcional da fusão da arquitetura tradicional com estruturas urbanas criadas pelas autoridades coloniais europeias nos séculos XIX e XX. Sua extraordinária paisagem urbana, muito bem preservada, ilustra um estágio fundamental da mistura de duas tradições culturais diferentes. (UNESCO/BPI) |                         |

| | Vat Phou e Assentamentos Antigos Associados dentro da Paisagem Cultural de Champassak |
| Bem cultural inscrito em 2001. |                                                                                       |
| Localização: Champasak |                                                                                       |
| Criada pelo homem, a paisagem cultural de Champasak compreende o Templo Vat Phu e está em um admirável estado de conservação, embora tenha mais de mil e quinhentos anos. Projetado para expressar a visão hindu das relações entre o homem e a natureza, foi criado com base em um eixo desenhado do cume de uma montanha até as margens de um rio, a fim de dar uma configuração geométrica a todo um conjunto de templos, santuários e obras hidráulicas que se estendem por cerca de dez quilômetros. O local, que também compreende o Monte Phu Kao e duas cidades antigas construídas às margens do rio Mekong, é ilustrativo de um processo de criação de uma paisagem cultural ao longo de mais de mil anos – do século V ao XV – principalmente devido ao Império Khmer. (UNESCO/BPI) |                                                                                       |

| | Sítios de jarras megalíticas de Xieng Khuang – Planície das Jarras |
| Bem cultural inscrito em 2019. |                                                                    |
| Localização: Xieng Khouang |                                                                    |
| A Planície dos Jars, localizada em um planalto no centro do Laos, recebe seu nome de mais de 2.100 potes de pedra megalítica em forma tubular usados para práticas funerárias na Idade do Ferro. Esta propriedade serial de 15 componentes contém grandes frascos de pedra esculpidos, discos de pedra, enterros secundários, lápides, pedreiras e objetos funerários datados de 500 a.C. a 500 d.C. Os frascos e elementos associados são a evidência mais proeminente da civilização da Idade do Ferro que os fez e os usou até desaparecer, por volta de 500 d.C. (UNESCO/BPI) |                                                                    |